# Janolus toyamensis
Janolus toyamensis is een slakkensoort uit de familie van de Janolidae. De wetenschappelijke naam van de soort werd in 1970 gepubliceerd door Baba & Abe.